# NGC 1351
NGC 1351 (również PGC 13028) – galaktyka eliptyczna (E-S0), znajdująca się w gwiazdozbiorze Pieca. Została odkryta 19 października 1835 roku przez Johna Herschela. Galaktyka ta należy do gromady w Piecu.